# Biljard
Biljard je pojem, ki opisuje širok spekter iger, ki za igro potrebujejo posebno mizo, palico in določeno število krogel. 
Tekmovanje je lahko posamično (ena na ena) ali v parih. Igralci za premik krogel uporabljajo samo vrh palice. Kljub večstoletni priljubljenosti biljarda, kot vira zabave in razvedrila, so ga profesionalno začeli igrati šele v sredini 20. stoletja. 
Poznamo tri glavne delitve biljardne igre: 

- karambol: skupno ime za igre na mizi brez lukenj, na kateri igralec v enem udarcu skuša z lastno kroglo zadeti nasprotnikovo in skupno kroglo,
- igre na mizi z luknjami: v to kategorijo spadajo znane osmica, devetica' in desetica ter ostale različice,
- snuker: igra z drugačnimi pravili kot jih imata preostali kategoriji, zaradi povsem ločenega razvoja igre.

## Zgodovina
Zgodovinarji se strinjajo, da se je biljard razvil na prehodu iz 14. v 15. stoletje iz iger, ki so se odvijale na travi (zato se na igralnih mizah pogosto uporablja zelena barva). Biljard je v zaprti prostor prvi prinesel francoski monarh Ludvik XIV. Čez Atlantik se je igra razširila v začetku 19. stoletja.

## Oprema
Poleg krogel, palice in mize je za nemoten potek igre treba imeti še nekaj drugih pripomočkov. Med njimi so najpomembnejši trikotnik, kreda in dodatne palice. Nekateri tekmovalci nosijo na slabši roki posebne rokavice, ki jim omogočajo stabilnejšo roko pri  zadevanju krogel.

## Palica
Palica je ključnega pomena pri poteku igre. Igralci lahko udarjajo krogle samo z njenim vrhom, ki je izdelan iz trdega usnja. Z izjemo snukerja, kjer se zaradi učinkovitosti uporablja samo ena palica, se med igro lahko zamenja več različnih palic, odvisno od udarca, ki se izvaja. Palice so navadno dvodelne, najbolj kvalitetne pa so narejene iz lesa.

## Krogle
Število, oblika in velikost krogel se razlikuje glede na različico biljardne igre. Krogle za karambol imajo daljši premer in so navadno v kompletu po tri ali štiri, odvisno od igre.
Krogel za osmico je v ameriškem kompletu šestnajst, in sicer so to bela in črna krogla ter sedem polnih in praznih krogel. Ista različica krogel se uporablja tudi v devetici in desetici. Za igranje britanske osmice so krogle nekoliko manjšega premera, v kompletu pa je sedem rumenih in sedem redečih ali modrih krogel ter ena črna in bela krogla. Pri snukerju se uporabljajo najmanjše krogle, in sicer 15 rdečih, šest barvnih in ena bela krogla.

## Miza
Ne glede na velikost mize je širina mize enaka polovici dolžine. Prostor namenjen premikanje krogel na mizi za osmico in devetico je okoli 254 x 127 centimetrov. Pri karambolu so mize  nekoliko večje, dimenzije znašajo približno 300 x 150 centimetrov. Mize za snuker so največje, merijo približno 366 x 183 centimetrov. Površina na kateri se igra snuker je hitrejša, kar pomeni, da po njej krogle potujejo z večjo hitrostjo. 
Platno, na katerem se odvija igra je najbolj pogosto zelene barve, pojavljata se tudi modra in rdeča barva.

## Trikotnik
Trikotnik je običajno ime za plastični, leseni ali aluminijasti okvir, ki omogoča zlaganje krogel pred začetnim udarcem. Pri vseh igrah se ne uporablja trikotna oblika okvirja. Krogle so v večini iger zložene z vidika igralca, ki izvaja začetni udarec. Možnih je več različnih postavitev krogel.

## Dodatne palice
V situaciji, ko igralec ne more ciljati krogel samo z lastnimi rokami, se uporabijo dodatne palice. Njihova oblika se razlikuje glede na različico biljardne igre. 
V snukerju obstajajo tri vrste dodatnih palic:
- podaljšek: uporablja se, ko je igralcu bela kroglica izven dosega,
- pajek: uporablja se, ko je treba dvigniti palico tik pred belo, ki ovira njeno usmerjanje,
- labod: namenjen je zelo zapletenim situacijam, predvsem, ko je treba združiti več dodatnih palic med visokim ciljanjem, ko je igralcu bela krogla izven dosega.

## Kreda
Gre za modrikasto snov, ki temelji na silikatu in ne kalcijevem karbonatu, na katerem temeljijo nam znane krede. Igralci to kredo nanašajo pred vsakim udarcem. Tako povečajo trenje in s tem zmanjšajo možnost napake med ciljanjem krogle.Dodatne palice

## Biljardni klubi na Slovenskem[1]
Domžale:
- Biljard klub Fit-Fit

Kranj:
- Biljard klub Break

Ljubljana:
- Biljard klub Direkt
- Biljard klub Ilirija
- Biljard klub Kaval Premium

Maribor:
- Biljard klub Gomes
- Pool biljard klub Maribor

Murska Sobota:
- Biljard klub Pipipool.com

Šentjernej:
- Biljard klub Hipodrom

1. ↑  Lista slovenskih biljardnih klubov registriranih pri BZS  Arhivirano 2018-09-12 na Wayback Machine.. November 23, 2016.